# أب ماه (غهرة)
آبماه (بالفارسية: آبماه) هي مستوطنة تقع في إيران في قسم غهرة الريفي. يقدر عدد سكانها بـ 149 نسمة .